# Jean Borella
Pour les articles homonymes, voir Borella.
Jean Borella, né le 21 mai 1930 à Nancy, est un philosophe français de confession catholique, métaphysicien, historien et théoricien du symbole, philosophe de la religion spécialisé dans les questions de gnose et d'ésotérisme.

## Biographie
Fils d'un aviateur d'ascendance italienne mort en service commandé en 1937, il est le frère aîné de François Borella.
Il fut l'étudiant de Georges Vallin, puis durant trois ans, de Guy Bugault et de Raymond Ruyer (université de Nancy).
En 1954, il passe sa licence de philosophie et c'est à cette période qu'il découvre la pensée de René Guénon qui exercera une influence considérable sur ses travaux. Par la suite il fut longtemps très proche de l'œuvre et de la confrérie de Frithjof Schuon dont il dirigea un groupe chrétien d'une cinquantaine d’affiliés ; il finira par se distancier de Schuon,.
Agrégé de philosophie (1960), il a enseigné la philosophie et les lettres en classe d'hypokhâgne à Nancy de 1962 à 1977, puis, de 1977 à sa retraite en 1995, la métaphysique et la philosophie médiévale à l'université de Nancy-II . En 1982, il soutient sa thèse de doctorat de 3e cycle à l'université de Paris X-Nanterre, intitulée Fondements métaphysiques du symbolisme sacré : prolégomènes philosophiques, sous la direction de Paul Ricœur.

## L'œuvre
Ses travaux portent sur le symbolisme religieux, la théologie, la gnose, l'ésotérisme et la mystique. Il a également participé à la traduction du livre de la Genèse et de deux commentaires de saint Thomas d'Aquin. 
Selon les propos de Jean Hani, qui lui consacre un article dans son livre Le Monde à l'envers, Jean Borella a « correctement jeté les bases et les éléments essentiels de la reconstruction d'une gnose chrétienne orthodoxe dont une renaissance religieuse véritable ne pourra faire l'économie ». Aux objections et accusations contre sa sensibilité gnostique, celles en particulier du sédévacantiste Masilio Méramo, Jean Borella a répondu par la publication d'une étude sur la gnose où il relève les rapports historiques et théologiques entre la gnose orthodoxe et le gnosticisme hérétique, de l'Antiquité jusqu'à nos jours.
Il a publié plusieurs ouvrages aux éditions L'Âge d'homme, mais la plus grande partie de son œuvre est parue ou a été rééditée dans la collection « Théôria » des éditions L'Harmattan dirigée par Pierre-Marie Sigaud.

## Œuvres

### Thèse de doctorat en philosophie
- Histoire et théorie du symbole, L'Harmattan, coll. « Théôria », 1er décembre 2015, 280p  (ISBN 978-2-343-07835-9)
- La crise du symbolisme religieux, Paris, L'Harmattan, coll. « Théôria », 2009, 380 p. (ISBN 978-2-296-07508-5, lire en ligne)

### Études et essais
- La Charité profanée. Subversion de l'âme chrétienne, Lausanne, Éditions du Cèdre, 1979 (ASIN B0014LTJ7E)
- Ésotérisme guénonien et mystère chrétien, L'Âge d'Homme, coll. « Delphica », 1997, 406 p. (ISBN 978-2-8251-1049-2, lire en ligne).
- Symbolisme et réalité, Genève, Ad Solem, 1997
- Lumières de la théologie mystique, Lausanne-Paris, L'Âge d'Homme, 2002
- Le Mystère du signe. Histoire et théorie du symbole, Paris, Maisonneuve & Larose, 1989
- Problèmes de gnose, Paris, L'Harmattan, coll. « Théôria », 2007, 402 p. (ISBN 978-2-296-04043-4)[10]
- Un Homme une Femme au Paradis, Genève, Ad Solem, 2008 (ISBN 978-2-9700559-3-8)
- Amour et vérité : La voie chrétienne de la charité, Paris, L'Harmattan, coll. « Théôria », 2011, 381 p. (ISBN 978-2-296-55099-5, lire en ligne)
- Le sens du surnaturel, Paris, La Place Royale, 1984, L'Harmattan, 2012, 278 p. (ISBN 978-2-296-99720-2, lire en ligne)[11]
- Penser l'analogie, Paris, L'Harmattan, coll. « Théôria », 2012, 221 p. (ISBN 978-2-296-57012-2, lire en ligne)
- La femme et le sacerdoce, Paris, L'Harmattan, coll. « Métaphysique au quotidien », 2013, 116p.  (ISBN 978-2-343-01940-6)
- Aux sources bibliques de la métaphysique, Paris, L'Harmattan, coll. « Théôria », 2015, 306 p. (ISBN 978-2-343-05738-5)
- Lumières de la théologie mystique, L'Harmattan, coll. « Théôria », 2015.
- Histoire et théorie du symbole, L'Harmattan, coll. « Théôria », 2015.
- Marxisme et sens chrétien de l'histoire, L'Harmattan, coll. « Théôria », 2017,  (ISBN 978-2-343-09455-7)
- Esotérisme guénonien et Mystère chrétien, L'Harmattan, coll. « Théôria », 2017.
- Sur les chemins de l'esprit : itinéraire d'un philosophe chrétien, L'Harmattan, coll. « Théôria », 2018  (ISBN 978-2-3431-4704-8)
- L'intelligence et la foi, L'Harmattan, coll. « Théôria », 2018  (ISBN 978-2-343-16267-6)
- Le sens perdu de l'Écriture : Exégèse et herméneutique, L'Harmattan, coll. « Théôria », 2019
- René Guénon et le guénonisme. Enjeux et questionnements, L'Harmattan, coll. « Théôria », 2020.
- Grains de sel d'un chrétien, L'Harmattan, coll. « Métaphysique au quotidien », 2020.
- Situation du catholicisme aujourd'hui, L'Harmattan, coll. « Théôria », 2023.
- Tradition et modernité, L'Harmattan, coll. « Théôria », 2023.
- Symbolisme et métaphysique, L'Harmattan, coll. « Théôria », 2024.

#### Préfaces et postfaces
- « De l'ésotérisme chrétien », in abbé Henri Stéphane, Introduction à l'ésotérisme chrétien, Dervy, 1983, nouvelle édition 2006.
- Patricia Douglas Viscomte, La quête de Raphaël, Editions Fideliter, 1983.
- Georges Vallin, Lumières du Non-Dualisme, Presses universitaires de Nancy, 1987.
- François Chenique, Sagesse chrétienne et mystique orientale, Dervy, 1996.
- Yves Beaupérin, Anthropologie du geste symbolique, L'Harmattan, 2002.
- « Problématique de l'unité des religions », in Bruno Bérard, Introduction à une métaphysique des mystères chrétiens, L'Harmattan, 2005.

#### Traduction
- Le Poème de la création (traduction de la genèse 1-3), Ad Solem, coll. « Hc Religieux », 2002 (ISBN 978-2-88482-000-4)

### Ouvrages collectifs

#### Articles et contributions
- « La crise actuelle de l'Église est antichrétienne », propos recueillis par Yves Chiron, in revue L'Âge d'or, no 5, Hiver 1986.
- « Intelligence spirituelle et surnaturel », in Eric Vatré, La Droite du Père : Enquête sur la Tradition catholique aujourd'hui, Paris, Trédaniel, 1994.
- « Réponses sur la Tradition », in Arnaud Guyot-Jeannin, Enquête sur la Tradition, Trédaniel, 1996.
- « Spre o teorie unitati relgilor », in Bogdan Mandache, Teofania interiora : Dialoguri cu teologi catolici contemporani, Editoria Presa Buna, 1996.
- « Gnoza cere posibilitati ale intelegentei care nu sint egal Perzente la toti oamenii », in Bogdan Mandache, Sensul ascuns : Dialogui despre esoterism, Editura Cronica, Iasi, 2005.
- « De la connaissance métaphysique : La métaphysique comme épiphanie de l'Esprit », in Bruno Bérard, Jean Bies, Jean Borella, François Chenique, Aude de Kerros, Kostas Mavrakis, Pamphile, Alain Santacreu, Wolfgang Smith, Emmanuel Tourpe, Jean-Marc Vivenza, Qu'est-ce que la métaphysique ?, L'Harmattan, coll. « Métaphysique au quotidien », nov. 2010, 190p  (ISBN 978-2-296-12901-6).
- Bruno Bérard et Jean Borella, Métaphysique des contes de fée, L'Harmattan, coll. « Métaphysique au quotidien », mai 2011, 184p  (ISBN 978-2-296-55116-9).
- Jean Borella et Wolfgang Smith, Physique et métaphysique, L'Harmattan, coll. « Métaphysique au quotidien », introduction de Bruno Bérard, traduction de l’anglais par Ghislain Chetan, 2018  (ISBN 978-2-343-15171-7).
- "Gnose et gnosticisme chez René Guenon", in Les Dossiers H : René Guénon, L'Âge d'Homme, 1984  (ISBN 978-2-8251-3044-5).

#### Traductions (en collaboration avec Jean-Éric Stroobant de Saint-Eloy)
- Thomas d'Aquin, Commentaire de la Deuxième épître aux Corinthiens, introduction par Gilbert Dahan, traduction et annotation par Jean Borella et Jean-Éric Stroobant de Saint-Éloy, Cerf, 2005, 390p.
- Thomas d'Aquin, Commentaire de l'Épître aux Galates, traduction et annotation par Jean Borella, Jean-Eric Stroobant de Saint-Eloy, Jean-Pierre Torrell, Gilbert Dahan, Cerf, janvier 2008, 315p  (ISBN 2-204-08198-1)
- Thomas d'Aquin, Commentaire de l'Épître aux Ephésiens, traduction et annotation par Georges Cottier, Gilbert Dahan, Jean-Eric Stroobant de Saint-Eloy et Jean Borella, Cerf, 2012, 400 p.
- Thomas d'Aquin, Commentaire de l'Épître aux Philippiens, suivi du Commentaire de l'Épître aux Colossiens, introduction par Gilbert Dahan et Walter Senner, traduction et annotation par Jean Borella et Jean-Éric Stroobant de Saint-Eloy, Cerf, janv. 2015.